# Iwan Kujłakow
Iwan Nikołajewicz Kujłakow, ros. Иван Николаевич Куйлаков (ur. 22 lutego 1986) – rosyjski zapaśnik startujący w stylu klasycznym, wicemistrz świata i Europy.
Startuje w kategorii wagowej do 60 kg. Srebrny medalista mistrzostw świata z Budapesztu i Europy z Tbilisi w 2013 roku. Mistrz uniwersjady w 2013. Szósty w Pucharze Świata w 2011; ósmy w 2013 i dziewiąty w 2012. Wicemistrz Europy juniorów w 2005. Mistrz Rosji w 2013, trzeci w 2007, 2010, 2011, 2012 roku.